# Wilder (Minnesota)
Wilder è un comune degli Stati Uniti d'America, situato nello Stato del Minnesota, nella contea di Jackson.